# Папијано (Пистоја)
Папијано је насеље у Италији у округу Пистоја, региону Тоскана.
Према процени из 2011. у насељу је живело 14 становника. Насеље се налази на надморској висини од 303 м.